# Upuaut

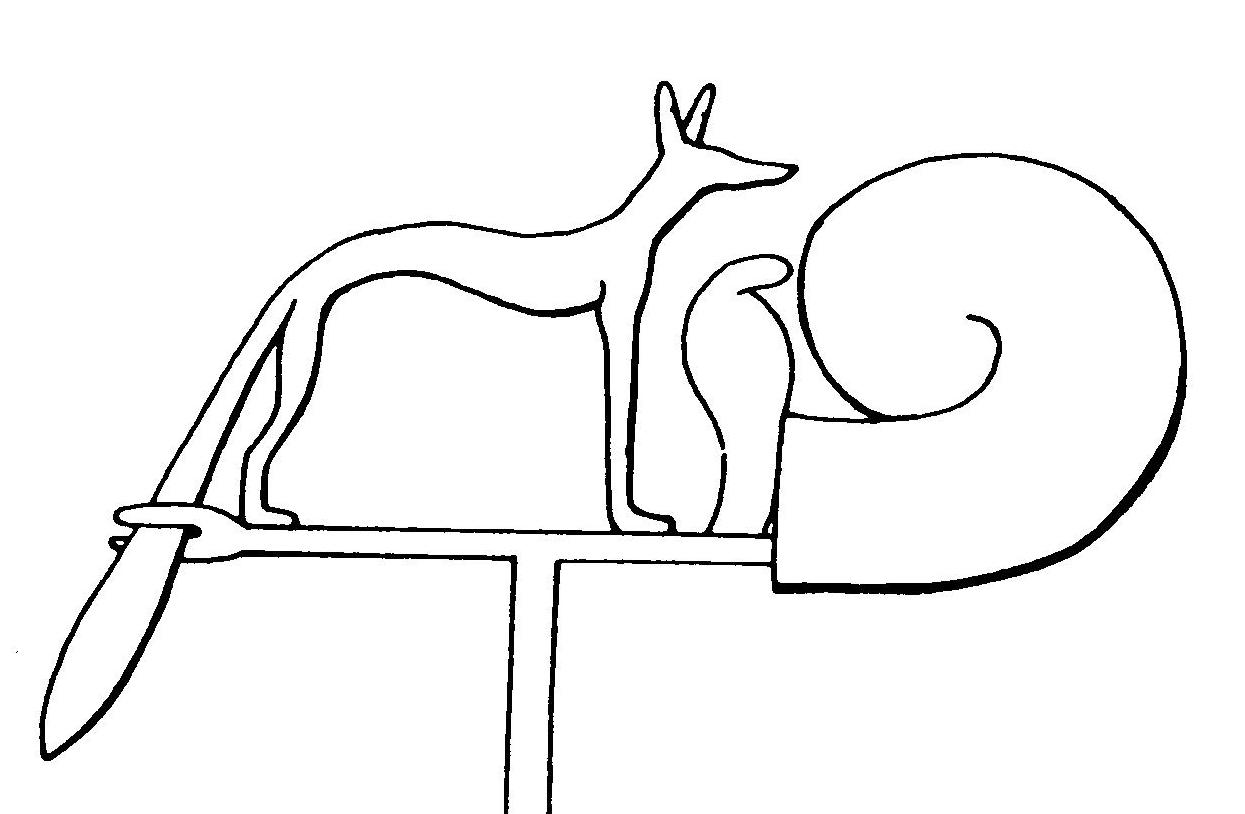
Upuaut på solbåten.

Upuaut ("stigöppnaren") var i egyptisk mytologi den vägvisare som nattetid stod i solbåtens för. Upuaut sades också vägleda de dödas själar och förknippas med guden Anubis. Han framträder i konsten med varg- eller schakalhuvud. Ursprungligen tros Upuaut ha varit en krigsgud med kultcentrum kring staden Syut (nuvarande Asyut). 